# Aeroportul Internațional Belfast
Aeroportul Internațional Belfast (IATA: BFS, ICAO: EGAA) este un aeroport din Aldergrove⁠(d), Irlanda de Nord, Regatul Unit ce deservește zona Belfast. Aeroportul a fost tranzitat în 2022 de 4.818.214 pasageri. A fost deschis în 1921 și numit după zona deservită.
Situat la o altitudine de 82 m, aeroportul dispune de 2 piste.

## Infrastructură

### Piste
Aeroportul dispune de 2 piste. Pista 07/25 are suprafața de asfalt și dimensiunile 2.780 m × 45 m. Pista 17/35 are suprafața de asfalt și dimensiunile 1.891 m × 45 m. 